# Mètode de la velocitat relativa
El mètode de la velocitat relativa s'utilitza per calcular la velocitat absoluta d'un punt a partir de la seva velocitat relativa a un altre punt de velocitat coneguda. És molt comú utilitzar-lo en processos d'enginyeria mecànica per obtenir la velocitat d'una barra, pistó o altres elements d'un mecanisme.

## Equació de velocitat relativa
Per calcular la velocitat d'un punt A que es mou respecte a un punt B, que al seu torn es mou respecte a un referencial absolut, podem usar la següent relació:

{\displaystyle \mathbf {v} _{A}=\mathbf {v} _{B}+\mathbf {v} _{AB}}

on:
{\displaystyle \mathbf {v} _{A}}, velocitat absoluta del punt A respecte a la referència absoluta.
{\displaystyle \mathbf {v} _{B}}, velocitat absoluta del punt B respecte a la referència absoluta.
{\displaystyle \mathbf {v} _{AB}}, velocitat relativa del punt A respecte del punt B.
Quedant la fórmula de la següent manera:

{\displaystyle \mathbf {v} _{AB}=\mathbf {v} _{A}-\mathbf {v} _{B}}

Llavors, per resoldre el moviment relatiu entre A i B el que es fa és expressar la velocitat de A i de B respecte a un punt fix.
La velocitat relativa no té per què estar associada a un desplaçament lineal, pot ser provocada per una rotació de A respecte a B. És habitual expressar per components vectorials (dues en el pla i tres en l'espai) totes les velocitats, tant pel que fa
 com la dels punts A i B. En aquest cas, la velocitat relativa s'expressaria com a producte vectorial del vector de posició de A respecte a B per la velocitat angular relativa (gir A amb respcto a B), més una component lineal de direcció desconeguda.
En aquesta situació, tant en el moviment pla com el moviment en el de tres dimensions, apareixen més incògnites que equacions (les components s'igualen entre si i apareixen dues i tres equacions en el pla i ESPCI respectivament), les dues o tres components de la velocitat relativa, plana o espacial, i l'angular, però sempre es pot determinar la velocitat angular relativa com resta de la del sòlid a la qual pertany el punt B menys a la qual pertany l'A, ja que estem veient el gir d'A respecte de B. En alguns casos el que és conegut és la trajectòria d'A respecte a B, per tant en comptes de tenir per incògnites les components de la velocitats relativa lineal només en tenim el mòdul.

## Aplicacions
En enginyeria mecànica és d'interès trobar la velocitat relativa en punts de contacte de dues peces, és a dir, A i B són el mateix punt de l'espai, però A es mou amb un sòlid i B amb un altre. Resolent la velocitat relativa és possible determinar l'acceleració relativa entre un sòlid i un altre que ens va a determinar les forces que s'exerceixen entre si dos sòlids. En enginyeria és important conèixer quins esforços estan sotmeses les peces per triar materials que suporten aquests esforços.